# Haiivșciîna, Lohvîțea
Haiivșciîna (în ucraineană Гаївщина) este un sat în comuna Vasîlkî din raionul Lohvîțea, regiunea Poltava, Ucraina.

## Demografie
Componența lingvistică a localității Haiivșciîna
     Ucraineană (98,41%)
     Rusă (1,13%)
     Alte limbi (0,23%)
Conform recensământului din 2001, majoritatea populației localității Haiivșciîna era vorbitoare de ucraineană (98,41%), existând în minoritate și vorbitori de rusă (1,13%).